# Sándor Pósta
Sándor Pósta, född 25 september 1888 i Pánd, död 4 november 1952 i Budapest, var en ungersk fäktare.
Pósta blev olympisk guldmedaljör i sabel vid sommarspelen 1924 i Paris.